# Cauza Pini și Bertani, Manera și Atripaldi vs. România
Cauza Pini și Bertani, Manera și Atripaldi vs. România (petițiile nr. 78028/01 și 78030/01, hotărârea din) reprezintă o cauză judecată de către Curtea Europeană a Drepturilor Omului de la Strasbourg prin care statul român a fost condamnat pentru încălcarea articolului 6 din Convenția Europeană a Drepturilor Omului, aliniatul (1). Decizia este importantă deoarece a intrat în jurisprudența instanțelor din românia fiind deseori citată în sentințele privitoare la programele de legături personale dintre minori și părinții cu care aceștia nu locuiesc în mod statornic. 
În acest caz Judecătorii de la Strasbourg au emis următoarea concluzie cu aplicabilitate mai largă: "Este oportun să se amintească faptul că într-un astfel de caz caracterul adecvat unei măsuri se judecă în funcție de rapiditatea cu care este pusă în practică. În realitate procedurile care se referă la autoritatea paternală și la dreptul de vizită, inclusiv la executarea deciziei date problemei lor, cer un tratament urgent, pentru că trecerea timpului poate să aibă consecințe iremediabile asupra relațiilor dintre copil și tatăl care nu locuiește cu el."'
În această cauză Curtea de la Strasbourg a emis următoarea concluzie cu aplicabilitate mai largă: "Obligația autorităților naționale de a lua măsuri în scopul respectării efective a vieții de familie nu este absolută, chiar atunci când este vorba despre relații de familie având la bază filiația naturală, mai ales atunci când persoanele în cauză nu se cunosc încă . Natura și întinderea relațiilor personale depind de circumstanțele fiecărei cauze, dar înțelegerea și cooperarea din partea tuturor persoanelor vizate constituie întotdeauna un factor important. Dacă autoritățile naționale trebuie să se străduiască să faciliteze o astfel de colaborare în acest domeniu, obligația lor de a recurge la forță nu poate fi decât limitată: acestea trebuie să țină seama de interesele și de drepturile și libertățile acestor persoane și în special de interesele superioare ale copilului și de drepturile sale, stipulate în art. 8 din Convenție, în ipoteza în care contactele cu părinții riscă să amenințe aceste interese sau să încalce aceste drepturi, autoritățile naționale trebuie să vegheze la respectarea unui raport de proporționalitate între ele"

## Descrierea cazului
La originea cauzei s-au aflat două cereri îndreptate împotriva României, prin care patru cetățeni italieni, domnul Carlo Pini și doamna Annalisa Bertani și domnul Salvatore Manera și doamna Rosalba Atripaldi, au sesizat Curtea Europeană a Drepturilor Omului la datele de 10 martie și 20 aprilie 2001, în temeiul articolului 34 din Convenția pentru apărarea drepturilor omului și a libertăților fundamentale. Reclamanții au susținut, în principal, invocând articolul 8 din Convenție, încălcarea dreptului lor la respectarea vieții de familie, pe motivul neexecutării hotărârilor pronunțate de Tribunalul Județean Brașov privitor la adopția a două minore românce, care i-ar fi privat pe aceștia de orice contact cu copiii lor. Ei au susținut, în plus, că autoritățile române au refuzat să permită fiicelor lor adoptive să părăsească România, încălcând astfel articolul 2 alineatul 2 din Protocolul nr. 4 la Convenție. 

## Decizia Curții
Curtea a hotărât:
- cu 5 voturi contra 2, că între reclamanți și minorele adoptate de aceștia există o

legătură care caracterizează o viață de familie, așa cum prevede articolul 8 alineatul 1 din 
Convenție, care este aplicabil în cauză;  
- cu 6 voturi contra 1, că nu a fost încălcat articolul 8 din Convenție;
- cu 4 voturi contra 3 că a fost încălcat articolul 6 alineatul 1 din Convenție;
- cu 5 voturi contra 2 că statul român va plăti 22.000 EUR reclamanților pentru prejudiciul material și moral plus 13.000 EUR pentru cheltuielile de judecată,